# Sommerklippen

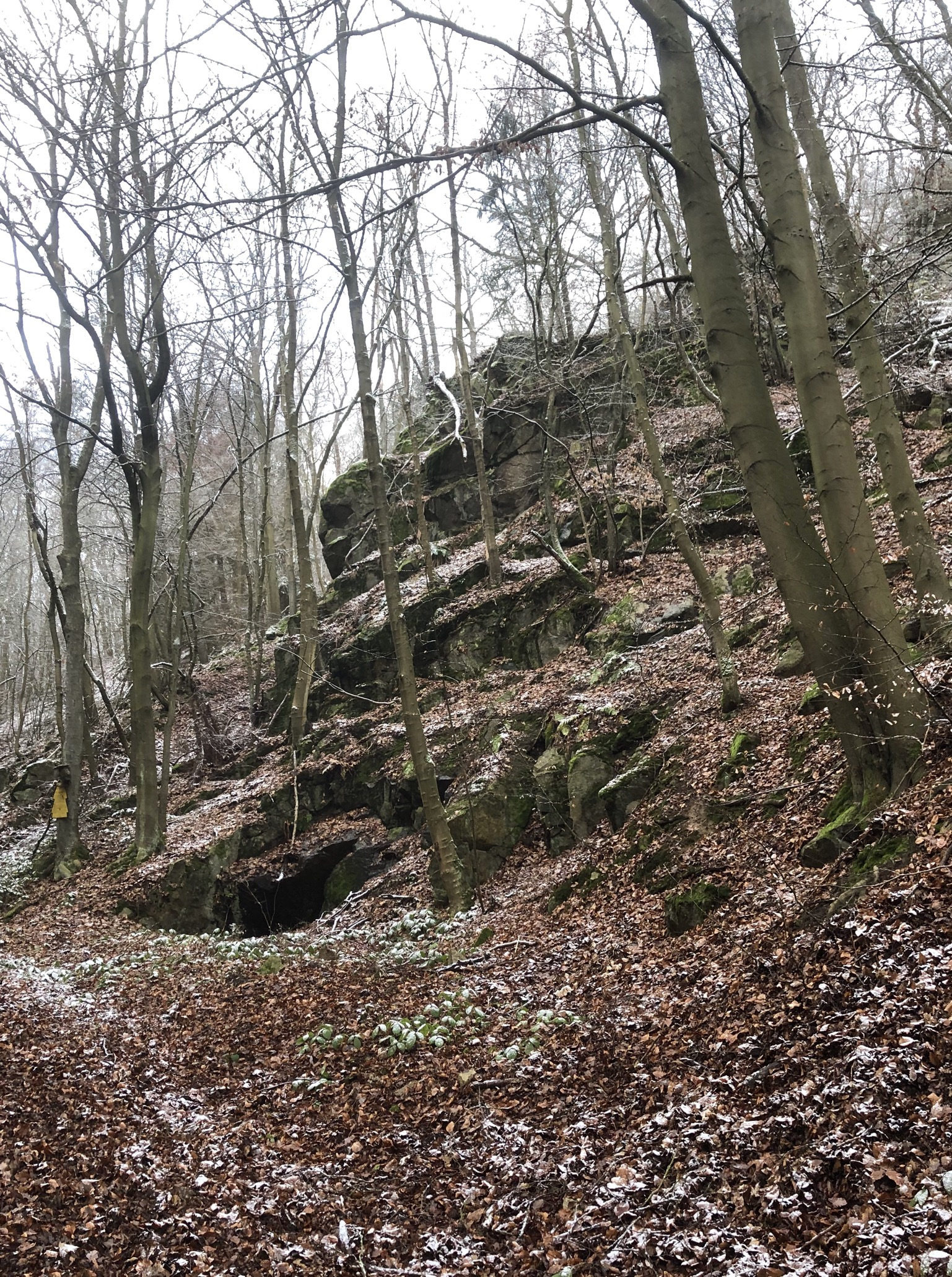
Unterer Ausläufer der Sommerklippen, Dezember 2019

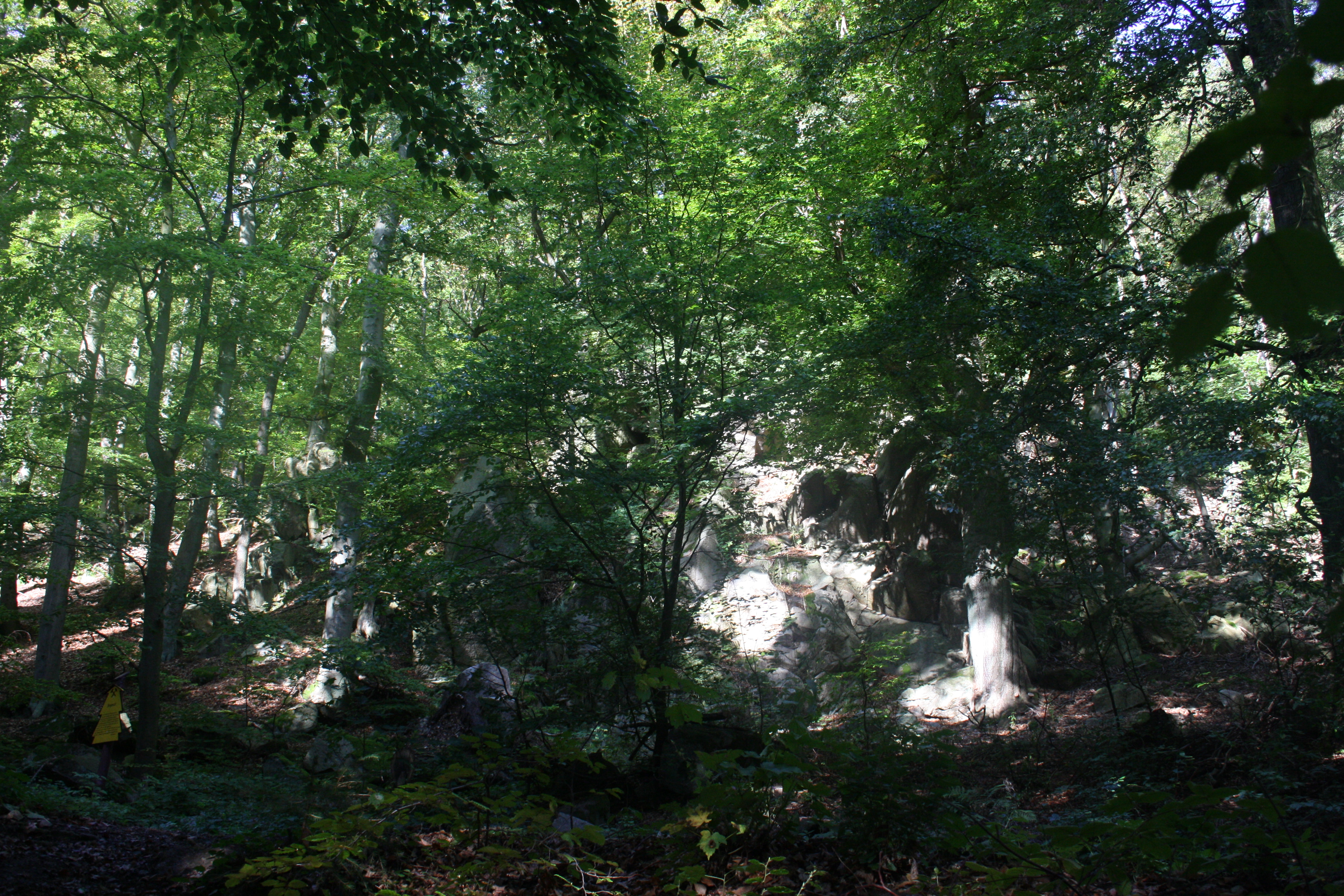
Sommer 2011

Die Sommerklippen sind eine Felsformation im Harz in Sachsen-Anhalt und gehören zu den Harzklippen.

## Lage
Sie befinden sich in der Gemarkung des zu Thale gehörenden Dorfs Stecklenberg und erheben sich auf der Nordseite des Wurmbachtals am linken Ufer des Wurmbachs, der in der Nähe die Wurmbachkaskaden bildet. Auf der gegenüber liegenden Seite des Tals befinden sich die Winterklippen. Am Fuße der Klippen, unmittelbar am Rand des dort verlaufenden Waldwegs, steht eine Dennert-Tanne, die über die Details zu den Sommerklippen informiert.

## Geschichte
Anfang des 20. Jahrhunderts wurde an den Klippen ein umfangreicher Steinbruch eingerichtet. Die gebrochenen Steine dienten als Bordsteine, Pflastersteine, Grabeinfassungen und Gedenksteine. Die anfallenden Bruchsteine wurde in Sockeln und Fundamenten von Häusern eingesetzt. Auch im Umfeld der Sommerklippen befindliche Findlinge wurden aufgespalten und verarbeitet. Ende der 1950er Jahre wurden die Arbeiten eingestellt. 1981 erfolgte eine Unterschutzstellung. Die Sommerklippen sind als Flächennaturdenkmal unter der Nummer FND0055QLB ausgewiesen.